# Ysselsteyn
Ysselsteyn is een dorp in de gemeente Venray in de provincie Limburg. Het is een ontginningsdorp. Het dorp telde op 1 januari 2023 2.320 inwoners.

## Etymologie
De naam heeft niets van doen met het in Utrecht gelegen IJsselstein. Het is vernoemd naar de toenmalige (1921) minister van landbouw Hendrik Albert van IJsselsteyn, al werd de spelling aangepast om verwarring met het Utrechtse IJsselstein te voorkomen.

## Geschiedenis
Het dorp werd gesticht in 1921 in het kader van grootschalige ontginningen die toen in de Peel plaatsvonden. Het was een zogeheten modelontginningsdorp en het heeft een zeer symmetrische plattegrond.

## Bezienswaardigheden
- Duitse militaire begraafplaats (Timmermannsweg)
- Peel-Raamstelling (kazematten met defensiekanaal).
- De Sint-Odakerk uit 1927 en 1992.
- De Museumroute, een wandelroute die voert langs drie musea:
  - Museum De Peelstreek, aan de Ysselsteynseweg 113.
  - Ròwkoelehof, aan de Ysselsteyneseweg 76a.
  - Museum De Smid, aan Pottevenweg 18.

## Natuur en landschap
Ysselsteyn is een ontginningsdorp dat gelegen is in de Peel. Het bestaat voor een aanzienlijk deel uit, vaak zeer grootschalige, landbouw en veehouderijbedrijven. Ook zijn er enkele natuurgebieden, namelijk de Heidsche Peel in het westen, de Rouwkuilen in het noordwesten, de Vliegveldbossen in het noorden, de Paardekop in het zuiden. Deze gebieden bestaan uit Peelrestanten, naaldbos, en enkele vennen. Daarnaast is er, ten westen van Ysselsteyn, het Defensiekanaal, onderdeel van de Peel-Raamstelling en tegenwoordig een ecologische verbindingszone.

## Economie
In Ysselsteyn is 30% van de beroepsbevolking werkzaam in de agrarische sector, gevolgd door 20% in de dienstverlening. Door veranderingen in de agrarische sector worden leegkomende agrarische bedrijven in toenemende mate voor andere doeleinden gebruikt, zoals huisvesting voor buitenlandse werknemers.
Ook de recreatie speelt een rol: Er zijn enkele campings en er is een drietal wandelroutes uitgezet.
Vanaf 1992 vindt elk jaar in juni het muziekfestival Jera On Air plaats, dat zich met name richt op punkrock en metalcore.

## Verenigingsleven
Ysselsteyn telt ongeveer 30 verenigingen. Veel buurtverenigingen zijn ontstaan vanuit carnavalsactiviteiten. SV Ysselsteyn (voetbal), De Peelkorf (korfbal), T.V. Ysselsteyn (tennis) en HBS Ons Genoegen (handboogschieten) zijn de grootste sportverenigingen en spelen een belangrijke rol in de Ysselsteynse gemeenschap. Muziekvereniging De Peelklank bestaat uit een fanfare met een opleidingsorkest en een Percussie Ensemble met twee jeugdgroepen genaamd JUMP en JES.

## Geboren in Ysselsteyn
- Leopold van Asten (1976), ruiter
- Gerrit van Bakel (1943-1984), kunstenaar
- Pierre Bos (1952), politicus
- Stijn van Gassel (1996), voetballer
- Mike Teunissen (1992), wielrenner
- Peter Winnen (1957), wielrenner

## Nabijgelegen kernen
Venray, Merselo, Vredepeel, Deurne, Heide, Griendtsveen, America, Veulen